# 奥斯曼治世
奥斯曼治世（拉丁语：Pax Ottomana或Pax Ottomanica）是一个历史学术语，指的是在被奥斯曼帝国征服的省份实现的经济和社会稳定。在16世纪和17世纪帝国的鼎盛时期，他们适用于巴尔干半岛、安纳托利亚、中东、北非和高加索地区。使用该词的历史学家和作家对奥斯曼帝国的统治持积极看法，以强调奥斯曼帝国统治对被征服地区的积极影响，他们将其与奥斯曼帝国征服前经历的不稳定和第一次世界大战后只有安纳托利亚和东色雷斯仍处于土耳其共和国统治之下的时期相比较。

## 当代用法
在当代国际关系和时政分析中，该词被用来形容自2002年以来，土耳其共和国正义与发展党政权的一些雄心勃勃的、带有新奥斯曼主义色彩的外交政策，有时称为埃尔多安治世（Pax Erdogana）。